# Villa de García Márquez
Villa de García Márquez es una localidad del estado mexicano de Jalisco. Es parte del municipio de La Barca.

## Demografía
| Gráfica de evolución demográfica |
|                                  |

| Censo | Población |
| ----- | --------- |
| 1980  | 1 382     |
| 1990  | 1 774     |
| 2000  | 2 020     |
| 2010  | 2 199     |
| 2020  | 2 373     |